# 332 av. J.-C.
Cette page concerne l'année 332 av. J.-C. du calendrier julien proleptique.

## Événements
- Janvier à août : siège et prise de Tyr par Alexandre le Grand[1]. La ville est rasée et ses habitants sont vendus comme esclaves. Alexandre prend possession de la Judée et de la Samarie.
  - Pendant le siège de Tyr, le gouverneur de Samarie, Sanballât III, présente sa soumission à Alexandre. Il obtient la permission de construire un temple sur le mont Garizim en faveur de son gendre Manassé, frère du grand-prêtre juif de Jérusalem Yaddoua. En retour, 8 000 Samaritains s’engagent dans l’armée macédonienne. En Judée, selon Flavius Josèphe, le grand-prêtre Yaddoua (Jaddus) aurait rencontré Alexandre[2].
- Été : Alexandre constitue une puissante flotte et les amiraux macédoniens Amphotéros et Hégéloque triomphent des Perses en mer Égée, permettant ainsi à leur roi de reprendre le contrôle de Chios et des cités de Lesbos et de Ténédos[3]. Antigonos, satrape macédonien installé par Alexandre en Phrygie, parvient à bloquer une contre-offensive perse en Anatolie centrale[4].
- 25 juillet (1er juillet du calendrier romain) : début à Rome du consulat de Cnaeus Domitius Calvinus et Aulus Cornelius Cossus Arvina (pour la seconde fois). Marcus Papirius Crassus est nommé dictateur pour faire face à la menace d’une incursion gauloise qui n’a pas lieu. Les Samnites différent la guerre contre les Romains pour soutenir les Lucaniens contre Alexandre le Molosse, roi d’Épire venu prêter son appui aux Grecs de Tarente. Alexandre, vainqueur des deux peuples près de Paestum, conclut un traité d’alliance avec les Romains[5]. Censure de Publilius Philo[6], premier censeur plébéien (fin en 331 av. J.-C.).
- Septembre-novembre : siège et prise de Gaza par Alexandre (blessé deux fois) qui se dirige ensuite vers l’Égypte[7].
- Décembre : Alexandre laisse la direction de la Syrie-Palestine à son général Parménion, puis entre en Égypte où il est accueilli en libérateur[8]. Le conquérant macédonien garde l’organisation administrative de la satrapie perse, à la tête de laquelle il nomme un gouverneur. Alexandre se présente en Égypte comme un vrai Pharaon, se faisant même reconnaître comme fils d’Amon par l’oracle de l’oasis de Siwa (Siouah) en février 331. Ses successeurs, Philippe Arrhidée et Alexandre Aigos adopteront la même attitude[9].

- Hiver 332-331 av. J.-C. : le roi de Sparte Agis III, après avoir recruté des mercenaires à Halicarnasse et en Crète, retourne dans le Péloponnèse pour organiser un soulèvement général des cités grecques contre la Macédoine[10].

- Athènes est provisoirement exclue des Jeux olympiques. Un de ses athlètes, Callippos, est convaincu de tricherie et se voit infliger une amende. Callippos est insolvable et sa cité doit payer son amende ; Athènes refuse et est provisoirement exclue des Jeux [11].